# ارسم (دهانه)
ارسم یک دهانه برخوردی در ماه‌ است.

## دهانه‌های اقماری
این دهانه ۴ دهانه اقماری دارد.
| Oresme | عرض جغرافیایی | طول جغرافیایی | قطر          |
| ------ | ------------- | ------------- | ------------ |
| Q      | ۴۴.۰° S       | ۱۶۷.۲° E      | ۲۳.۰ کیلومتر |
| K      | ۴۳.۹° S       | ۱۷۰.۰° E      | ۲۴.۰ کیلومتر |
| U      | ۴۱.۶° S       | ۱۶۴.۸° E      | ۸۴.۰ کیلومتر |
| V      | ۴۰.۵° S       | ۱۶۵.۶° E      | ۵۱.۰ کیلومتر |